# Іщук Олексій Васильович
Олексі́й Васи́льович Іщу́к (нар. 4 травня 1990, с. Заслучне, Красилівський район, Хмельницька область, Українська РСР — 24 червня 2017, с. Сокільники, Новоайдарський район, Луганська область, Україна) — сержант Збройних Сил України, спецпризначенець Сил спеціальних операції, учасник російсько-української війни.

## Біографія
Народився 4 травня 1990 року у селі Заслучне Красилівського району Хмельницької області. З 1996 по 2007 рік навчався у Заслучненській загальноосвітній школі І—ІІІ ступенів, яку закінчив зі срібною медаллю. У шкільні роки брав участь у змаганнях із військово-прикладних видів спорту. У лютому 2007 року в складі збірної районну виступав у командно-особистих змаганнях серед учнів загальноосвітніх шкіл із кульової стрільби першості Хмельниччини, де виборов І місце серед юнаків у стрільбі з пневматичної гвинтівки та ІІІ місце серед юнаків у стрільбі з малокаліберної гвинтівки.
У 2009 році закінчив Хмельницький кооперативний торговельно-економічний коледж Хмельницького кооперативного торговельно-економічного інституту, де здобув кваліфікацію молодшого спеціаліста з фінансів.
У 2010 році був призваний на строкову військову службу та направлений у 8-й окремий полк спеціального призначення, в/ч А0553, м. Хмельницький. Був нагороджений грамотою за сумлінне виконання службових обов'язків, зразкову військову дисципліну, високі показники в бойовій та гуманітарній підготовці.
Звільнившись у запас, вступив до Тернопільського національного економічного університету (нині — Західноукраїнський національний університет), який закінчив у 2013 році, здобувши кваліфікацію бакалавра з фінансів і кредиту.
З початком російської збройної агресії проти України у червні 2014 року добровольцем став на захист Батьківщини, повернувшись до свого полку. Виконував завдання на території проведення антитерористичної операції.
Сержант, командир відділення 8-го ОПСпП.
Загинув вночі 24 червня 2017 року від мінно-вибухової травми внаслідок підриву на міні під час виконання бойового завдання поблизу окупованого села Сокільники Новоайдарського району Луганської області. Повертаючись із завдання, група натрапила на мінне поле, міна вибухнула в Олексія під ногами, але він встиг попередити своїх бійців, врятувавши їм життя. Разом з Олексієм загинув сержант Василь Лаврись.
Похований 26 червня на кладовищі рідного села Заслучне.
Залишились батьки та молодший брат Іван. Мати, Людмила Іванівна Іщук, — вчитель Заслучненського ліцею. Батько, Василь Іщук, тривалий час був завідувачем сільського Будинку культури.

## Нагороди та відзнаки
- Указом Президента України № 318/2017 від 11 жовтня 2017 року, за особисту мужність і самовіддані дії, виявлені у захисті державного суверенітету та територіальної цілісності України, зразкове виконання військового обов'язку, нагороджений орденом «За мужність» III ступеня (посмертно)[7].
- 16 червня 2016 року нагороджений нагрудним знаком Міністерства оборони України «За зразкову службу».
- 3 жовтня 2016 року нагороджений медаллю «За оборону рідної держави» ВГО «Країна».
- 30 квітня 2016 року нагороджений грамотою керівництва АТО за сумлінне виконання службових (бойових) завдань у складі сил Антитерористичної операції на території Донецької та Луганської областей.
- 2016 року за рішенням Красилівської районної ради занесений на районну Дошку Пошани.
- 24 серпня 2015 року нагороджений грамотою Красилівської райдержадміністрації за проявлену відвагу, мужність, героїзм, патріотизм та сміливість в боротьбі за вільну і незалежну Україну під час проведення антитерористичної операції та з нагоди 24-ї річниці Незалежності України.

## Вшанування пам'яті
23 серпня 2017 року в місті Красилові була урочисто відкрита Дошка Слави загиблих воїнів АТО, серед яких і Олексій Іщук.
Рішенням 23-ї сесії Красилівської районної ради від 22 грудня 2017 року № 11 Заслучненській ЗОШ І—ІІІ ступенів присвоєно ім'я Олексія Іщука.
4 травня 2018 року на фасаді Заслучненської ЗОШ (нині — Заслучненський ліцей імені Олексія Іщука) відкрили меморіальну дошку на честь полеглого на війні випускника школи.